# ケベックの日

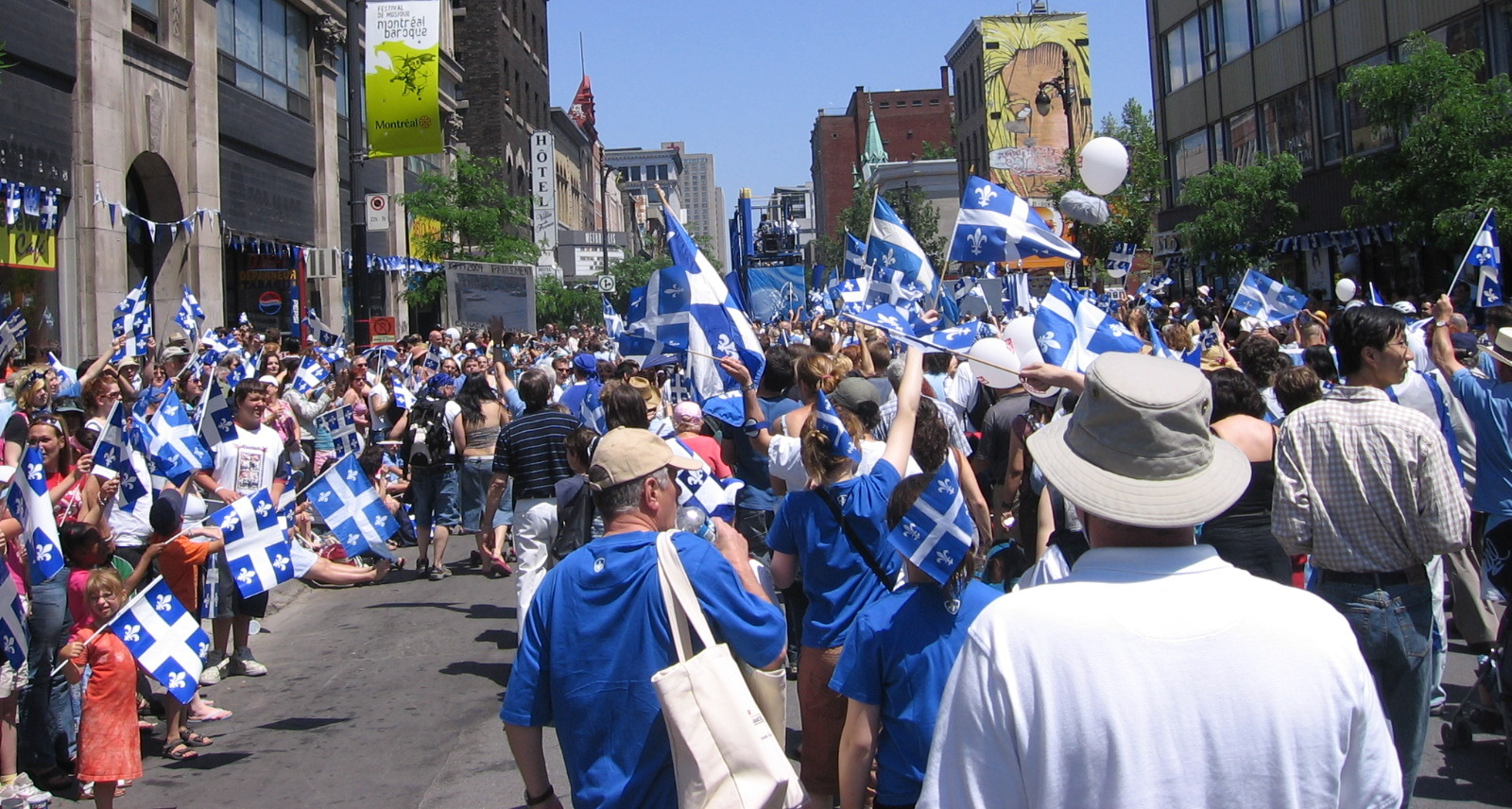
モントリオールでのケベックの日のにぎわい

ケベックの日（フランス語: Fête nationale du Québec、「ケベックの国の祝日」または「ケベックの国民の祝日」の意味）は、カナダ・ケベック州で州民の独自の文化を祝う祝日である。  毎年6月23、24日の祝われ、これはフランスでアンシャン・レジームの時代からの「聖ヨハネの日」として行われた夏至祭に由来する。

## 参照
- 聖ヨハネの日
- ケベック州#祝祭日